# Mankono
Mankono è una città, sottoprefettura e comune della Costa d'Avorio. È anche capoluogo della regione di Béré e dell'omonimo dipartimento. Conta una popolazione di 64 330 abitanti (censimento 2014).